# 満願寺温泉
満願寺温泉（まんがんじおんせん）は、熊本県阿蘇郡南小国町にある温泉。満願寺を中心に発展してきた。

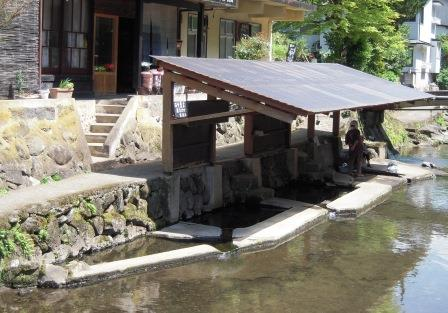
満願寺温泉の露天風呂

## 泉質
- アルカリ性単純温泉。効能は慢性関節リューマチ・神経炎・疲労回復など。
  - 源泉温度44℃

## 温泉街
満願寺川沿いに温泉街が広がる。宿泊施設は3軒存在する。
共同浴場は3軒存在する。満願寺温泉館と川沿いの露天風呂（川湯）とこの川湯上流100ｍ地点にある上湯である。上湯は、満願寺温泉館改築の際には男性専用浴場となっていた。
満願寺から少し上流にのぼった川沿いにある露天風呂の「川湯」は、川面と同じ高さに湯船が存在する。道路、ガードレール、歩道、橋の上からも丸見えのため、入るのに勇気を要する。入浴用の湯船の横には、地元の人が米を研いだり、野菜を洗うのに利用する湯船もある。夏場は良いが冬場の湯温は低めである。

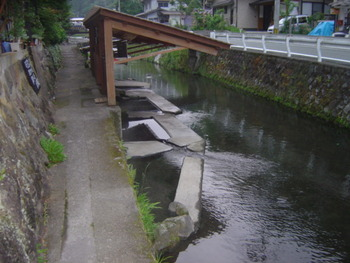
屋根の下が湯船。
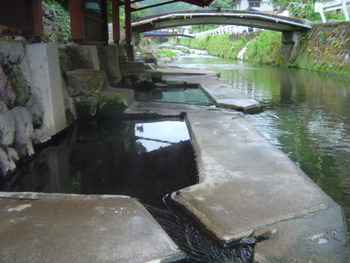
奥(野菜や食器類を洗う)、真ん中と手前は湯舟である。
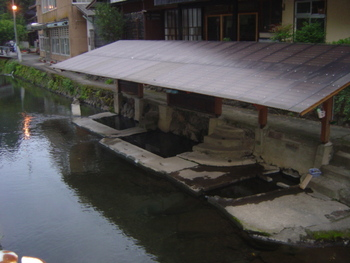
道路・ガードレール側より
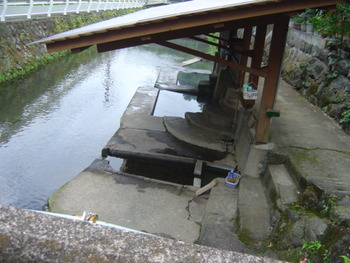
奥側の橋欄干より

## 歴史
小国郷は鎌倉時代に北条氏の所領となり、文永の役の際、鎮西奉行北条時定が国土安泰を祈願してこの地に満願寺を建立した。寺には、国の重要文化財に指定されている時定および執権北条時宗（時定の弟定宗とも言われる）の肖像画の他、県指定重要文化財の仏像・古文書が収められ、室町時代の趣を伝え九州最古の庭園と言われる満願寺庭園や北条時定・定宗・随時の墓など史跡・文化財が残る。満願寺建立の折に時定が植えたと伝えられる「金毘羅杉」は、樹齢1000年、幹周り12メートル、樹高約30メートルという大杉で国の天然記念物に指定されている。
- 昭和39年6月11日 - 厚生省告示第269号により、南小国温泉の一部として黒川温泉、田の原温泉と共に国民保養温泉地に指定。

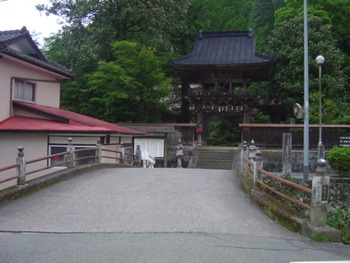
露天風呂・川湯左横50mに満願寺境内入口がある。

## 周辺

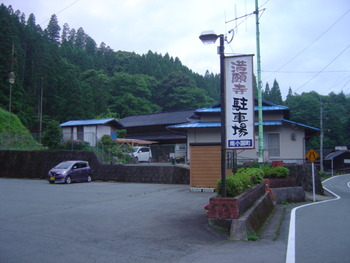
歩いて50mほどで町営の無料駐車場がある。

- 満願寺
- 茶屋の原キャンプ場
- 黒川温泉
- 杖立温泉

## アクセス
南小国町の中心部から南東約3kmに位置する。「満願寺入口」バス停からは徒歩8分（675m）。

### 公共交通機関
- 熊本駅・熊本桜町バスターミナルより九州横断バスに乗車し「満願寺入口」下車。
- JR九州豊肥本線阿蘇駅から九州産交バス杖立温泉行に乗車し「ゆうステーション」下車。小国郷循環バスなどに乗り換え「満願寺入口」下車。
- 西鉄天神高速バスターミナル・博多バスターミナルから高速バス福岡 - 黒川温泉線に乗車し「満願寺入口」下車。

### 車
- 熊本インターチェンジより55㎞
- 日田インターチェンジより40㎞（杖立温泉経由）